# CBS Records
|  | Denne artikel omhandler pladeselskabet grundlagt i 2006. For det tidligere CBS Records-pladeselskab, se Columbia Records. For det tidligere firma CBS Records, se Sony Music Entertainment og Sony BMG. |
CBS Records er et pladeselskab grundlagt af CBS Corporation i 2006 for at udnytte musik fra den underholdningsindustri som CBS Paramount Television var en del af.
Pladeselskabet er en genoplivning af et tidligere CBS Records, som Columbia Records ejede i 1960'erne, hvor det hovedsageligt blev brugt til at udgive musik fra Columbia Records udenfor USA og Canada. Det selskab blev senere en del af det der i dag er Sony BMG.
Denne seneste inkarnation af pladeselskabet vil fokusere mere på digital distribution såsom iTunes og CBS Records' egen hjemmeside end traditionelle fysiske distributionsmetoder. Det nye CBS Records har hovedkvarter i CBS Television City i Los Angeles.